# Epíone
Epíone (en grec antic Ἠπιόνη), va ser, segons la mitologia grega, la companya d'Asclepi, i era considerada la seva esposa i la mare de les seves filles Iaso, Panacea, Egla i Aceso. De vegades se la considera també mare de Macàon i de Podaliri.
A Epidaure hi havia una estàtua consagrada a ella al costat de la del déu Asclepi. De vegades passa per ser la filla de Mèrops, rei d'Epidaure.